# Еел2
Еел2 (еквівалентний паровозу Е, з електричною передачею, № 2 (під № 1 мали на увазі Щел) — один з двох перших в світі магістральних тепловозів, разом з Щел1 Гаккеля. Був розроблений під керівництвом професора Ломоносова за особистою вказівкою  Леніна. Побудований 1924 на німецькому заводі Есслінген поблизу Штутгарта.
Тепловоз типу 1-50−1 був позначений заводом HDOI, будувався з серпня 1923 до 5 червня 1924. До листопада того ж року тепловоз проходив випробування на спеціально побудованій станції заводу Есслінген.
Один з двох перших у світі, тепловоз Еел2 мав низку «дитячих хвороб» та окремих конструктивних недоліків. Однак він показав себе абсолютно придатним до практичної роботи з поїздами і вельми надійним локомотивом.

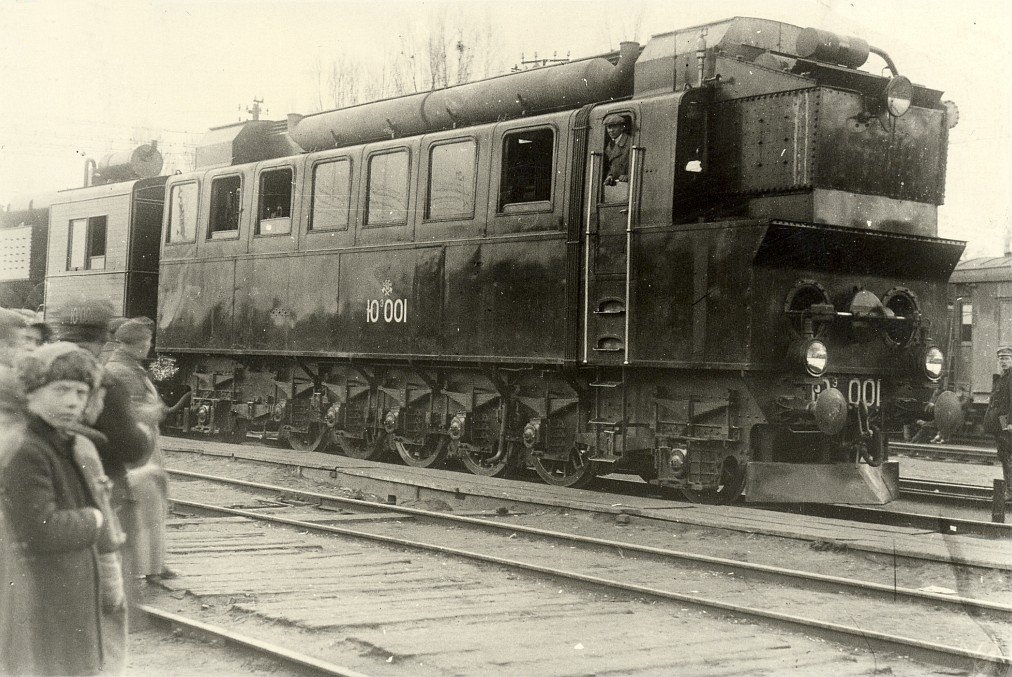
Тепловоз Ю^{е}001 з тендером

Після переробки тепловоза у вересні 1924 були проведені повторні випробування, під час яких виявили незадовільне розподілення навантажень по осях. Друга переробка (зі зміною балансирів) завершилася 22 жовтня 1924. Після цього тепловоз випробовувався паралельно з паровозом Ег5570, в результаті випробувань йому була дана технічна оцінка комісією, яка складалася з радянських представників і німецьких вчених і фахівців.
Еел2 відіграв визначну роль у світовому тепловозобудуванні, оскільки виявився першим тепловозом з електропередачею постійного струму, завдяки чому мав гіперболічну тягову характеристику. Перший виїзд Еел2 (тоді ще Юе001) став світовою технічною сенсацією. Еел2 неодноразово описували у світовій технічній літературі, він дав поштовх для виникнення світового тепловозобудування як галузі. Послужив основою для дослідної серії тепловозів.
1954 був виведений з експлуатації «через моральне застаріння».